# Ravnoteža (mehanika)
Ravnoteža je stanje odnosno odnos u kojem su sve sile koje djeluju na nešto (neki predmet ili sustav) međusobno neutralizirane, u potpunosti ili u mjeri takvoj da se promatrani objekt ne pomiče unutar referentnog sustava. U mehanici materijalna je točka u ravnoteži ako je vektorski zbroj sila koje djeluju na tu točku jednak nuli. Kruto je tijelo u ravnoteži ako je vektorski zbroj svih sila koje na nj djeluju jednak nuli i ako je algebarski zbroj svih momenata sila, s obzirom na svaku od tri bilo koje međusobno okomite osi, jednak nuli. Obično razlikujemo tri vrste ravnoteže ovisno o tome je li potencijalna energija promatranog sustava minimalna, maksimalna ili pak konstantnoga iznosa (vidi slike):
- stabilna ravnoteža - potencijalna energija promatranog sustava minimalna
- labilna ravnoteža - potencijalna energija promatranog sustava je maksimalna
- indiferentna

Kada se sustav izvede iz stabilne ravnoteže, on ponovno sam od sebe prelazi u prijašnje stanje; ako se pomakne iz stanja labilne ravnoteže, prijeći će u stanje stabilne ravnoteže, dok će u slučaju indiferentne ravnoteže ostati u onome stanju u koje se dovede.

## Statika
Statika (prema grčkom στατιϰὴ [τέχνη]: znanost o ravnoteži, od στατιϰός: koji zaustavlja) je grana mehanike koja proučava skupove sila i ravnotežu tijela na koja te sile djeluju. Ravnotežu fluida proučavaju aerostatika i hidrostatika (mehanika fluida).
U statici krutih tijela osnovne su veličine sila, moment sile i spreg sila. Teorijski dio statike bavi se metodama sastavljanja i rastavljanja sila i redukcijom skupa sila na jednu silu (rezultanta) i jedan moment (spreg). U posebnom slučaju, svaka od tih dviju veličina može biti jednaka nuli ili obje mogu biti jednake nuli. Ako su obje veličine jednake nuli, tijelo je u ravnoteži, koja se u statici posebno proučava postavljanjem uvjetâ ravnoteže, iz kojih, ovisno o skupu sila, slijedi strogo određen broj jednadžbi ravnoteže. U tim se jednadžbama pojavljuju, osim geometrijskih veličina, poznate (zadane) sile koje djeluju na tijelo (opterećenje) i reaktivne sile kojima oslonci djeluju na tijelo (reakcije veza) i koje su u pravilu nepoznate. Ako broj nepoznanica odgovara broju postavljenih jednadžbi, zadatak je statički određen i nepoznanice se mogu odrediti metodama statike krutih tijela. U protivnom (statički neodređeni zadatci), trebaju se primijeniti dopunske jednadžbe mehanike čvrstih tijela. Primijenjena statika prouča veze tijela s okolinom (oslonci, zglobovi, uklještenja) ravnoteža ravnih, zakrivljenih, okvirnih i rešetkastih nosača i druge složene sustave krutih tijela. Proučavaju se i sile trenja između dvaju tijela, kada se može pretpostaviti da vrijedi Coulombov zakon trenja.
Statika proučava uvjete ravnoteže materijalnih tijela na koja djeluju sile i zakone pretvorbe sustava sila što djeluju na kruta tijela. Pod statičkom ravnotežom tijela podrazumijeva se njegovo stanje mirovanja s obzirom na određeni referentni sustav. Ako je to inercijski (ubrzanje) sustav, ravnoteža je apsolutna, u protivnom relativna. U tehničkim problemima u većini slučajeva za inercijski sustav, referentni sustav može se uzeti sustav vezan za Zemlju. Ako se tijelo djelovanjem sila giba pravocrtno i jednolikom brzinom (v = konstantna), tijelo je u dinamičkoj ravnoteži. Tada za tijelo vrijedi prvi Newtonov zakon (zakon inercije), može se reći da se tijelo ponaša kao da na njega ne djeluje nikakva sila. Stanje mirovanja se podrazumijeva kada je brzina sustava jednaka nuli (v = 0).